# Табаґарі Лінда Євгенівна
Лінда Сергіївна Табаґарі (народилася 24 серпня 1993 року) — російська акторка.

## Біографія
Народилася 24 серпня 1993 року в Москві. Відвідувала дитячий садок з музичним нахилом. Там визначили, що в неї добрий голос. Її артистизм, самостійність і працездатність помітили ще в ранньому дитинстві, під час концертів і ранкових спектаклів. Бабуся й мама Лінди вирішили, що дівчинка стане акторкою.
Почалося все з модельної школи Слави Зайцева. У 5 років Лінда вже впевнено ходила подіумом. Її кінокар'єра розпочалася зі знімань у рекламі дитячої косметики «Маленька фея». Потім Лінда зіграла в мюзиклі «Енні».
Знялася в кількох фільмах, зокрема в бойовику «Особистий номер» у ролі Іри, серіалах «Карусель» у ролі Манаби й англ. «Час Волкова» в ролі Лери, а також у багатьох інших.
Однак справжню відомість юній акторці принесла роль Рити Погодіної — коханої дівчини одного з головних героїв серіалу «Кадетство».
Лінда з відзнакою закінчила джазову музичну школу при РАМ ім. Ґнесіних, грає на фортепіано і досконало володіє англійською. Через надмірну професійну зайнятість перестала займатись акробатикою.
Закінчила екстерном 11 класів гімназії з математичним нахилом. Наразі навчається в Російському державному торговельно-економічному університеті (РДТЕУ), планує також здобути економічну освіту й стати професійною акторкою.

## Типаж
- Національність — росіянка
- Зріст — 165 см
- Вага — 49 кг
- Колір волосся — світло-русий
- Колір очей — блакитний
- Зовнішність — слов'янська
- Тембр голосу — сопрано
- Амплуа — різнопланове

## Фільмографія
- 2002 — рос. Каменская - 2
- 2003 — рос. Каменская - 3
- 2004 — рос. Близнецы
- 2005 — рос. Каменская - 4
- 2007 — рос. Внук Гагарина
- 2007 — Кадети (серіал)
- 2008 — рос. Печать одиночества
- 2008 — рос. Ранетки

### Призи й нагороди
- 2000 — Лауреат премії «Тефі-2000» в номінації «Найкраща дитяча роль»
- 2004 — Приз Глядацьких симпатій IX Театрального Фестивалю рос. «Московские Дебюты» (сезон 2003—2004 р.) за роль Елі в музичній комедії рос. «Энни», режисер Ніна Чусова.
- 2006 — Диплом «За талановиту акторську роботу» на XIV міжнародному дитячому фестивалі «Артек», кінофільм рос. «В плену времени».
- 2008 — Лауреат премії «Тефі-2008».

### TV-Кліпи
- Знялась у кліпі на пісню рос. «Весь мир любовь», композитора Ігоря Крутого
- Знялась у кліпі на пісню «Cosmo Party», гурту PYGAS FAMILY

### Мюзикли
| Рік знімання | Назва мюзиклу               | Роль  |
| ------------ | --------------------------- | ----- |
| 1998         | рос. «Энни»                 | Еля   |
| 1999         | рос. «Алиса в стране чудес» | Аліса |

### Фільми
| Рік  | Назва                  | Роль         |
| ---- | ---------------------- | ------------ |
| 2004 | «Особистий номер»      | Іра          |
| 2007 | рос. «Внук Гагарина»   | Еля          |
| 2007 | рос. «В ожидании чуда» | подруга Соні |
| 2007 | рос. «Знахарь»         |              |

### Сериалы
| Год съемок | Название сериала           | Роль                   |
| ---------- | -------------------------- | ---------------------- |
| 1998       | рос. «На волне»            | Христина, донька Павла |
| 1999       | рос. «Любовь на двоих»     | Юля                    |
| 2000       | рос. «Каменская»           | Надя Короткова         |
| 2002       | рос. «Каменская-2»         | Надя Короткова         |
| 2003       | рос. «Каменская-3»         | Надя Короткова         |
| 2004       | рос. «Близнецы»            | Оля                    |
| 2004       | рос. «Карусель»            | Манаба                 |
| 2004       | рос. «Только ты»           | Дар'я                  |
| 2004       | рос. «Час Волкова»         | Лера Волкова           |
| 2005       | рос. «Две судьбы»          | Марія Звєрєва          |
| 2006       | рос. «Знахарь»             | Христина               |
| 2006       | «Кадети»                   | Рита Погодіна          |
| 2007       | рос. «Предел желаний»      | Олена                  |
| 2008       | рос. «Печать одиночества»  | Женя                   |
| 2008       | рос. «Ранетки»             | Рита Лужина            |
| 2008       | рос. «Час Волкова-2»       | Лера Волкова           |
| 2008       | рос. «Каменская-5»         | Надя Короткова         |
| 2009       | рос. «За пределами разума» | Еліс                   |